# August Horch
August Horch (Winningen, Njemačka, 12. listopada 1868. – Münchberg, 3. veljače 1951.), njemački inženjer i osnivač Horcha i Audija.
August Horch nije nikada imao vozačku dozvolu.